# Kaniogo
Kaniogo est une commune rurale du Mali, dans le cercle de Kangaba et la région de Koulikoro, elle a pour chef-lieu la localité de Kéniégoue.

## Villages
La commune s'étend sur 11 localités relevées lors du recensement général de 2009. 
Les villages les plus peuplés sont :
- Kéniégoue (2 776 habitants) ;
- Salamalé (2 179 habitants) ;
- Balanzan (1 749 habitants).